# Đế quốc Tân Babylon
Đế quốc Tân Babylon, còn được gọi là Đế chế Babylon thứ hai và thường được các nhà sử học nhắc đến là Đế chế Chaldea, là đế quốc Lưỡng Hà lớn cuối cùng được cai trị bởi các vị vua bản địa Lưỡng Hà. Bắt đầu với việc Nabopolassar lên ngôi với tư cách là Vua của Babylon vào năm 626 TCN và trở nên hùng mạnh sau sự sụp đổ của Đế quốc Tân Assyria vào năm 612 TCN, Đế quốc Tân Babylon chỉ tồn tại trong ít hơn một thế kỷ và cuối cùng bị Đế chế Achaemenes Ba Tư chinh phục vào năm 539 TCN.
Việc Assyria thua trận và chuyển giao vị trí đế quốc cho Babylonia đã đánh dấu lần đầu tiên thành phố Babylon nói riêng và vùng Nam Lưỡng Hà nói chung, trỗi dậy thống trị vùng Cận Đông cổ đại, kể từ khi Đế chế Cổ Babylon của Hammurabi sụp đổ gần một ngàn năm trước. Thời kỳ Tân Babylon chứng kiến sự tăng trưởng kinh tế và dân số chưa từng có trên khắp Babylonia cùng với sự phục hưng của văn hóa nghệ thuật, với những công trình xây dựng hoành tráng, đặc biệt là ở Babylon, làm sống lại nhiều nét đặc trưng cổ của văn hóa Sumer-Akkad từ hai ngàn năm trước đó hoặc xa hơn nữa.
Đế chế vẫn giữ được một vị trí đặc biệt trong văn hóa hiện đại ngày nay chủ yếu là do hình ảnh tiêu cực của Babylon và vua Nebuchadnezzar II được thể hiện trong Kinh Thánh, quy trách nhiệm cho Nebuchadnezzar trong việc tàn phá Jerusalem năm 587 TCN và cầm tù người Do Thái ở Babylon. Trong khi đó, các nguồn sử liệu Babylon mô tả triều đại của Nebuchadnezzar là thời kỳ hoàng kim đã đưa Babylonia trở thành đế chế vĩ đại nhất thời bấy giờ.
Các chính sách tôn giáo được áp đặt bởi vị vua cuối cùng của Đế chế, Nabonidus, người ủng hộ vị thần mặt trăng Sîn thay cho vị thần bảo trợ của Babylon Marduk, đã tạo ra một cái cớ cho Cyrus Đại đế của Achaemenes xâm chiếm Babylonia vào năm 539 TCN, dưới ngọn cờ phục thù cho Marduk. Babylon vẫn giữ được văn hóa đặc trưng trong nhiều thế kỷ, thể hiện qua các cái tên Babylon và tôn giáo Babylon vẫn được nhắc tới cho đến cuối thời kỳ Parthia vào thế kỷ 1 TCN. Mặc dù Babylon nổi dậy nhiều lần trong thời kỳ cai trị của các đế chế sau này, nhưng vẫn không thể nào khôi phục nền độc lập.

## Bối cảnh

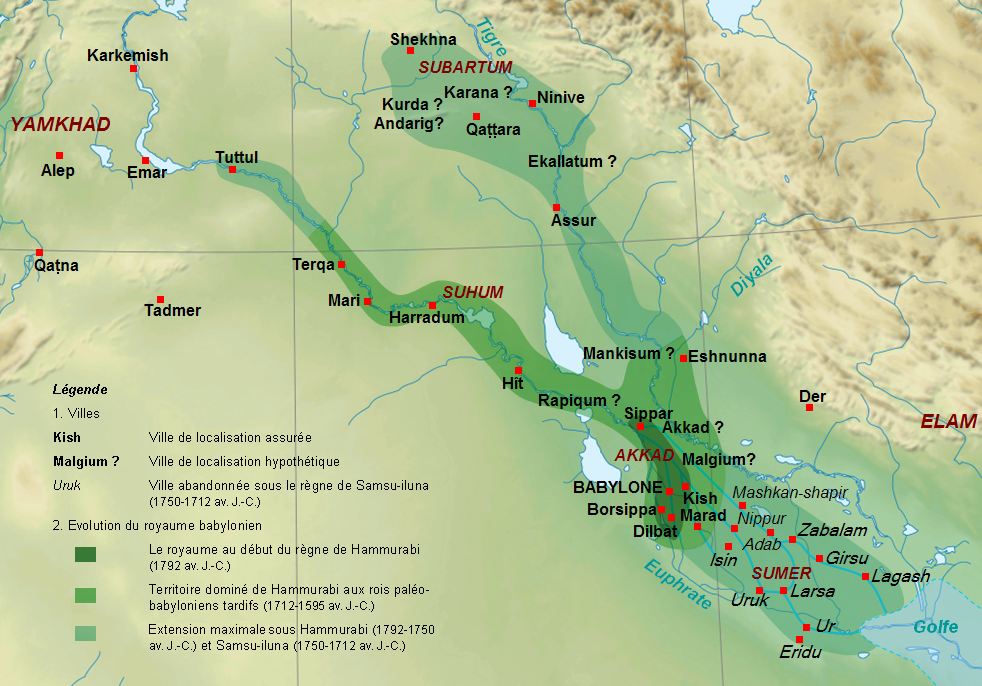
Bản đồ của Đế chế Cổ Babylon cổ đại dưới thời Hammurabi (c. 1792-1750 TCN).

Babylonia được thành lập một thủ lĩnh Amorite là Sumu-abum k. 1894 TCN. Trong hơn một thế kỷ sau khi thành lập, nó là một quốc gia tiểu nhược, bị lu mờ bởi các quốc gia mạnh hơn như Isin, Larsa, Assyria và Elam. Tuy nhiên, Hammurabi (k.1792-1750 TCN) đã biến Babylon thành một cường quốc và chinh phục toàn bộ Lưỡng Hà, thành lập Đế chế Cổ Babylon. Sau cái chết của Hammurabi, Đế quốc Babylon suy tàn, và Babylon một lần nữa trở lại là một quốc gia nhỏ. Babylonia rơi vào vua Hittite Mursili I k.1595 TCN, sau đó bị người Kassite cai trị trong gần năm thế kỷ trước người Babylon nổi dậy giành độc lập.
Dân số Babylonia trong thời kỳ hậu Kassite hoặc Trung Babylon này bao gồm hai nhóm chính; người Babylon bản địa (bao gồm hậu duệ của người Sumer và Akkad, người Amorite và Kassite bị đồng hóa) và những người di cư mới (như Aram và Chaldea). Đến thế kỷ thứ 8, các nhóm dân tộc bản địa mất dần bản sắc và đã dung hòa thành một nền văn hóa "Babylon" thống nhất. Đồng thời, người Chaldea, mặc dù vẫn giữ hình thái bộ tộc và lối sống của họ, ngày càng trở nên "Babylon hóa". Những người Chaldea được Babylon hóa này dần nằm vai trò quan trọng trong chính trị Babylon và vào năm 730 TCN, tất cả các bộ lạc Chaldea lớn đều có ít nhất một vị vua Babylon.
Trong thế kỷ thứ 9 đến thế kỷ thứ 8 TCN, vương quốc Babylon độc lập suy yếu trầm trọng và cuối cùng bị người láng giềng hùng mạnh phía bắc của Babylonia, Đế quốc Tân Assyrian (cũng nói tiếng Akkad), can thiệp quân sự năm 745 TCN và sáp nhập Babylonia vào đế chế năm 729 TCN. Cuộc chinh phạt của người Assyria đã bắt đầu một cuộc đấu tranh kéo dài một thế kỷ để giành độc lập của người Babylon. Tuy nhiên, ách đô hộ của người Assyria ở Babylonia không ổn định hoặc hoàn toàn liên tục và trong thế kỷ đô hộ của Assyria, có nhiều cuộc nổi dậy của người Babylon nhưng không thành công.

## Lịch sử

#### Nổi dậy chống lại Assyria
Vào năm 620 TCN, thủ lĩnh người Chaldea là Nabopolassar đã giành quyền kiểm soát phần lớn Babylon và được dân chúng ủng hộ, ngoại trừ thành Nippur và một số khu vực phía bắc vẫn trung thành với vua Assyria. Nabopolassar dành bốn năm tiếp theo chiến đấu với quân đội Assyria đóng quân tại Babylon. Tuy nhiên, vua Sin-shar-ishkun của Assyria bị phân tán bởi những cuộc nổi loạn liên tục ở Nineveh nên đã không thể dẹp tan được Nabopolassar.
Vào năm 615 TCN, Nabopolassar liên minh với Cyaxares, chư hầu của Assyria và là vua của các dân tộc Iran; Media, Ba Tư, Sagartia và Parthia. Cyaxares cũng lợi dụng tình trạng hỗn loạn để giải phóng các dân tộc Iran sau ba thế kỷ bị Assyria và Elam cai trị. Những dân tộc bị áp bức khác như người Scythia từ phía bắc của Kavkaz và người Cimmeria từ Biển Đen, và các bộ lạc Aram trong khu vực cũng gia nhập liên minh.
Vào năm 615 TCN, trong khi vua Assyria dồn sức dẹp loạn ở cả Babylonia và Assyria, Cyaxares đã phát động một cuộc tấn công bất ngờ vào trung tâm Assyria, cướp phá các thành phố Kalhu (Calah, Nimrud trong Kinh thánh) và Arrapkha (Kirkuk hiện đại). Nabopolassar vẫn bị vây ở miền nam Lưỡng Hà nên không tham dự chiến dịch này.
Từ lúc đó, liên minh của người Babylon, Chaldea, Meia, Ba Tư, Scythia, Cimmeria và Sagartia đã đồng loạt nổi dậy chống lại Assyria. Nhiều thành phố lớn của Assyria rơi vào tay liên quân vào năm 614 TCN. Sin-shar-ishkun đã đảo ngược tình thế vào năm 613 TCN, thành công đẩy lùi quân nổi loạn. Tuy nhiên, liên quân quay lại tấn công đa phương diện vào năm tiếp theo, và sau năm năm chiến đấu ác liệt, Nineveh bị công phá vào cuối năm 612 TCN sau một cuộc bao vây kéo dài. Sin-shar-ishkun bị giết khi thủ thành.
Chiến loạn vẫn tiếp tục ở Nineveh. Một tướng lĩnh trong hoàng tộc Assyria là Ashur-uballit II lên ngôi (612-605 TCN). Theo Biên niên sử Babylon, ông được liên quân khuyên hàng và chấp nhận xưng thần, nhưng ông từ chối và tìm cách rút khỏi Nineveh để đến thành phố phía Bắc Assyria Harran ở Thượng Lưỡng Hà và thành lập kinh đô mới. Cuộc chiến vẫn tiếp diễn cho đến năm 607 TCN, Ashur-uballit II bị Media, Babylon, Scythia và đồng minh đánh bật khỏi Harran. Số phận của ông sau đó vẫn chưa rõ.
Pharaoh Necho II của Ai Cập, triều đại chư hầu do Assyria lập nên năm 671 TCN, trợ giúp Assyria vì lo sợ Ai Cập sẽ bị các thế lực mới thôn tính nếu Assyria không còn nữa. Người Assyria có Ai Cập trợ giúp cho đến thất bại quyết định tại Carestoish ở tây bắc Assyria năm 605 TCN. Vị trí đế quốc được chuyển giao cho Babylon lần đầu tiên kể từ thời Hammurabi hơn một ngàn năm trước.

#### Thời kỳ Nebuchadnezzar II

Được gọi là "Bia Tháp Babel", thể hiện Nebuchadnezzar II ở phía trên bên phải và Đại ziggurat của Babylon (Etemenanki) ở bên trái.

Nebuchadnezzar II lên kế vị (605-562 TCN) và trị vì trong 43 năm, đưa Babylon một lần nữa trở thành bá chủ của phần lớn thế giới văn minh, tiếp quản các phần của Đế quốc Assyria cũ, với phần phía đông và đông bắc là Media và phía cực bắc là Scythia. Nebuchadnezzar II phải đối mặt với tàn dư Assyria và các mối đe dọa mới là người Scythia và người Cimmeria, vốn là các đồng minh cũ dưới thời Nabopolassar. Nebuchadnezzar II đem quân lên Anatolia và đánh tan các thế lực này, chấm dứt mối đe dọa ở phía Bắc.
Người Ai Cập cố gắng trụ lại Cận Đông, có thể là để khôi phục Assyria làm vùng đệm an toàn chống lại Babylon, Media và Ba Tư, hoặc để tạo ra một đế chế mới của riêng họ. Nebuchadnezzar II tấn công người Ai Cập và đẩy họ trở lại Sinai. Tuy nhiên, ông không thể khuất phục được Ai Cập như Assyria đã làm, chủ yếu là do một loạt các cuộc nổi loạn từ Israel của Judah và cổ vương quốc Ephraim, Phoenicia của Caanan và Aram của Levant. Babylon đã nghiền nát những cuộc nổi loạn này, phế truất Jehoiakim của Judah và áp giải một phần lớn dân số về Babylonia. Các thành phố như Tyre, Sidon và Damascus cũng bị thu phục. Người Ả Rập và các dân tộc Nam Ả Rập khác cư ngụ trong các sa mạc ở phía nam biên giới Lưỡng Hà sau đó cũng bị khuất phục.

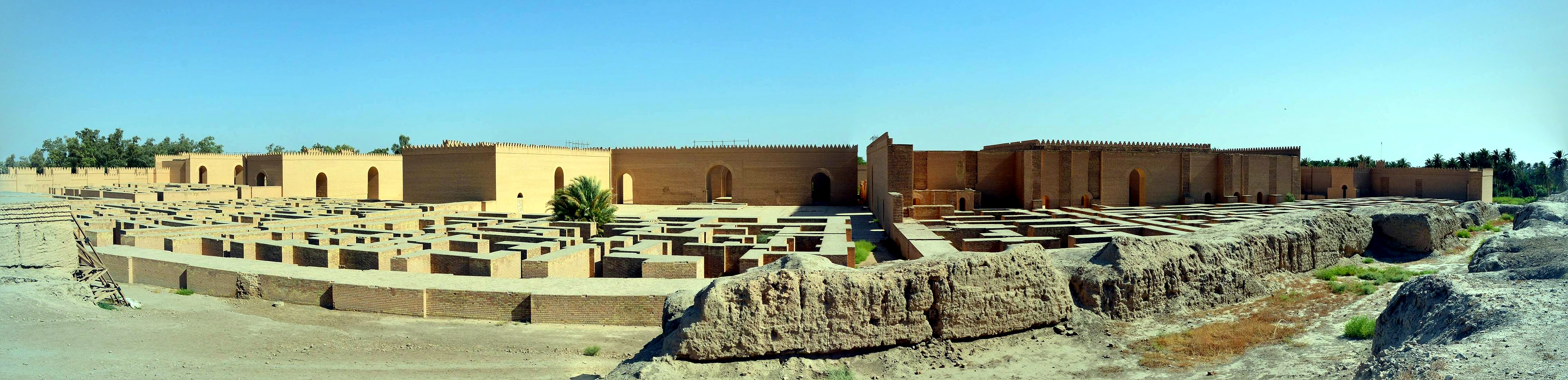
Toàn cảnh Cung điện phía Nam của Nebuchadnezzar II được phục dựng, thế kỷ thứ 6 TCN, Babylon, Iraq

Vào năm 567 TCN, Nebuchadnezzar II gây chiến với Pharaoh Amasis và xâm lược Ai Cập trong một thời gian ngắn. Sau khi đế chế được bảo đảm, bao gồm việc kết hôn với một công chúa Media, ông dành hết tâm huyết để phát triển Babylon và thực hiện nhiều dự án xây dựng ấn tượng. Ông được cho là người xây dựng Vườn treo Babylon huyền thoại.
Amel-Marduk kế vị và chỉ ở ngôi hai năm. Có ít ghi chép đương thời về triều đại của ông, mặc dù Berosus sau này cho rằng ông bị người kế nhiệm Neriglissar phế truất và sát hại vào năm 560 TCN vì "những hành vi sai trái". Neriglissar (560-556 TCN) cũng có một triều đại ngắn ngủi. Ông là con rể của Nebuchadnezzar II, không rõ là người Chaldea hay người Babylon bản địa. Ông tấn công Aram và Phoenicia, thành công duy trì sự thống trị của Babylon ở những vùng này. Tuy nhiên, Neriglissar chết sớm. Con trai là Labashi-Marduk (556 TCN), vẫn còn là một cậu bé, kế vị và bị giết trong cùng năm bởi Nabodius.

#### Ba Tư xâm lược
Vị vua Babylon cuối cùng, Nabonidus (Nabu-na'id, 556-539 TCN), là con trai của nữ tư tế người Assyria Adda-Guppi, xuất thân từ Harran (Kharranu), kinh đô cuối cùng của Assyria. Thông tin liên quan đến Nabonidus có nguồn gốc chủ yếu từ một phiến đất sét có ghi niên hiệu của Nabonidus, và dòng chữ khắc ghi công ông xây dựng lại ngôi đền của Thần mặt trăng Sin tại Harran; cũng như trong tuyên cáo của Cyrus được ban hành ngay sau khi ông chiếm được Babylonia.

Nhiều yếu tố phát sinh dẫn đến sự sụp đổ của Babylon. Dân chúng Babylonia trở nên bất mãn với Nabonidus do ông quy tập toàn bộ hoạt động thờ phụng đa thần về đền thờ chính Marduk ở Babylon, dẫn đến bỏ bê giới tăng lữ địa phương. Ông cũng không được lòng quân đội do sở thích nghiên cứu khảo cổ của mình. Nabonidus có vẻ đã để cho con trai Belshazzar (một vị tướng có khả năng nhưng kém về ngoại giao, không được lòng giới tinh hoa chính trị) nhiếp chính, còn mình thì mải khai quật ghi chép lưu trữ của các đền thờ và xác định ngày tháng xây dựng. Ông cũng dành nhiều thời gian bên ngoài Babylon, xây dựng lại các ngôi đền ở thành phố Harran của Assyria, hoặc ở tại các vùng chư hầu Ả Rập trong các sa mạc ở phía nam Lưỡng Hà. Nguồn gốc Assyria của Nabonidus và Belshazzar cũng có thể khiến cho sự phẫn nộ gia tăng. Ngoài ra, các thế lực quân đội tại Lưỡng Hà thường tập trung ở các vùng Assyria cũ, nhưng không còn Assyria kiềm chế, khiến cho Babylonia ở vào thế không được phòng thủ và dễ bị xâm chiếm hơn so với phía bắc.

Bản đồ hướng xâm lược Babylonia của Cyrus Đại đế năm 539 TCN.

Vào năm thứ sáu triều Nabonidus (549 TCN), Cyrus Đại đế, "vua của Anshan" người Achaemenid Ba Tư ở Elam, đã nổi dậy chống lại ách thống trị của Astyages, "vua của Manda" hoặc Media, tại Ecbatana. Quân đội của Astyages ngả theo phe Cyrus. Đế chế Media sụp đổ và người Ba Tư thành bá chủ của các dân tộc Iran. Ba năm sau, Cyrus trở thành vua của Ba Tư và dập tắt cuộc nổi dậy của người Assyria. Trong khi đó, Nabonidus đã lập doanh trại ở sa mạc thuộc địa Ả Rập của mình, gần biên giới phía nam vương quốc, để lại con trai Belshazzar (Belsharutsur) chỉ huy quân đội.
Năm 539 TCN, Cyrus xâm chiếm Babylonia. Vào tháng 6, Opis bị chiếm; ngay sau đó Sippar đầu hàng. Nabonidus chạy về Babylon, và bị Gobryas bắt giữ. Vào ngày 16 lịch Tammuz, hai ngày sau khi Sippar đầu hàng, "binh sĩ của Cyrus vào Babylon mà không gặp phải sự kháng cự nào." Cho đến tận ngày 3 của Marchesvan (tháng Mười) Cyrus mới đến, trong thời gian đó Gobryas thay mặt cho ông và được phong làm tổng trấn của tỉnh Babylon. Vài ngày sau đó Belshazzar tử trận. Tang lễ được tổ chức kéo dài 6 ngày, con trai của Cyrus là Cambyses đi cùng lễ rước thi hài nhập táng. Một trong những đạo luật đầu tiên của Cyrus là cho phép những người lưu vong Do Thái trở về nhà. Qua đó Cyrus thể hiện mình chính thức sở hữu ngai vàng Babylon. Cyrus tuyên bố là người thừa kế hợp pháp của các vị vua Babylon cổ đại và là kẻ báo thù cho thần Marduk, người đã rất phẫn nộ trước sự bất kính của Nabonidus khi đem các tượng thần địa phương khỏi đền thờ gốc của họ tới thủ đô Babylon.
Tộc Chaldea đã mất quyền kiểm soát Babylonia trong nhiều thập kỷ trước khi kết thúc thời đại mang tên họ, và họ dường như đã hòa nhập với thường dân Babylonia từ trước đó (ví dụ, Nabopolassar, Nebuchadnezzar II và những người kế vị đều tự xưng là Shar Akkad chứ không phải là Shar Kaldu trên các dòng chữ khắc). Trong Đế chế Achaemenid của Ba Tư, thuật ngữ Chaldea đã không còn dùng để chỉ một chủng tộc người, mà thay vào đó là đẳng cấp tu sĩ có học vấn về Babylon cổ điển, cụ thể là Thiên văn học và Chiêm tinh. Vào giữa thời Đế chế Seleucid (312-150 TCN), thuật ngữ này cũng đã không còn được sử dụng.

## Thời kỳ sau này

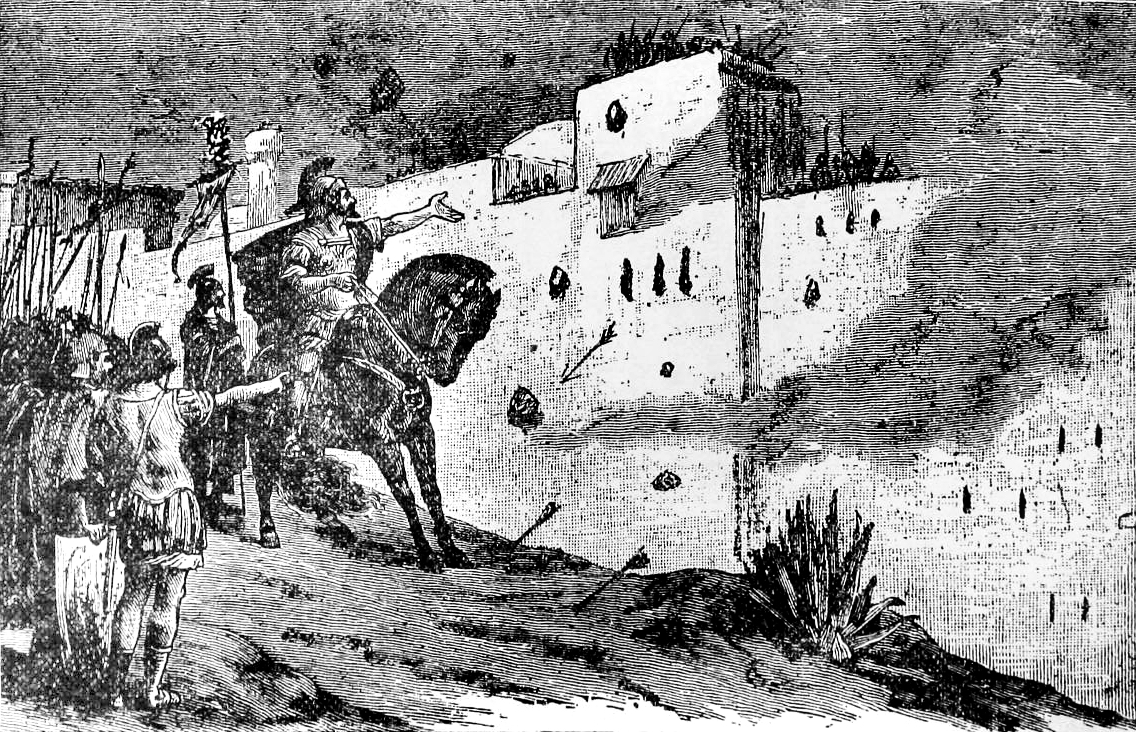
Minh họa cư dân Babylon chế giễu Darius I của Achaemenes trong cuộc nổi dậy của Nebuchadnezzar III năm 522 TCN. Từ Lịch sử Darius Đại đế (1900) của Jacob Abbott.

Babylonia bị sáp nhập vào Đế chế Achaemenes vào năm 539 TCN.
Một năm trước khi chết, vào năm 529 TCN, Cyrus phong con trai mình là Cambyses II làm vua Babylon, còn ông giữ danh hiệu đầy đủ hơn là "vua của các tỉnh (khác)" của đế chế. Chỉ cho đến khi Darius I lên ngôi và đặt Hỏa giáo làm quốc giáo, thì truyền thống coi ngai vàng Babylon là điều kiện bắt buộc để trị vì chính danh ở Tây Á mới ngừng được thừa nhận.

Sau khi Darius giành được Ba Tư, Babylon đã nhanh chóng giành độc lập về tay người bản địa. Nidinta-Bel, lấy tên là Nebuchadnezzar III, trị vì từ tháng 10 năm 522 TCN cho đến tháng 8 năm 520 TCN, Daris chiếm lại thành phố. Assyria ở phía bắc cũng nổi loạn. Vài năm sau, có lẽ là 514 TCN, Babylon lại nổi dậy dưới thời vua Armenia Nebuchadnezzar IV; lần này sau khi bị người Ba Tư đánh hạ, các bức tường thành đã bị phá hủy một phần. Tuy nhiên, ngôi đền lớn Esagila vẫn được tu sửa và là một trung tâm tôn giáo của người Babylon.

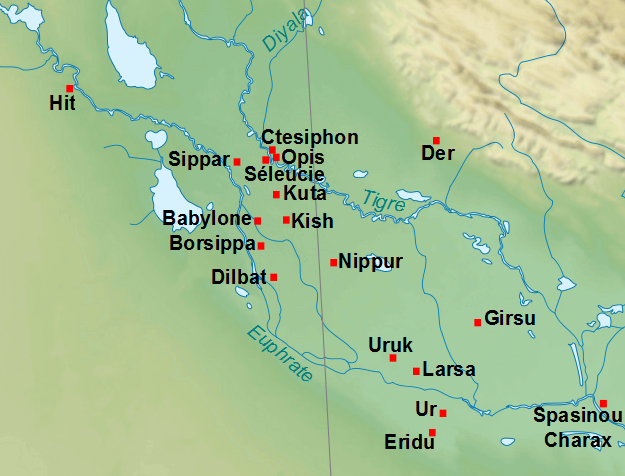
Các thành phố lớn của Hạ Lưỡng Hà trong thế kỷ 1 TCN.

Alexander Đại đế chinh phục Babylon vào năm 333 TCN cho người Hy Lạp, và qua đời ở đây vào năm 323 TCN. Babylonia và Assyria sau đó trở thành một phần của Đế chế Seleucid của Hy Lạp. Lâu nay nhiều người tin rằng một phần dân số chuyển đến Seleucia, thủ đô mới của nam Lưỡng Hà, và những tàn tích của Babylon cũ bị khai thác đá để xây dựng chính quyền mới, nhưng ấn phẩm gần đây của Biên niên sử Babylon đã chỉ ra rằng cuộc sống thành thị tại đây vẫn như cũ cho đến thời Đế chế Parthia (150-226 CN). Vua Mithridates của Parthia đã chinh phục và sáp nhập vùng này vào Đế quốc Parthia vào năm 150 TCN. Khu vực này trở thành một chiến trường giữa người Hy Lạp và Parthia.
Có một thời gian ngắn khu vực bị La Mã chinh phạt (tỉnh Assyria và Lưỡng Hà thuộc La Mã; 116-118 CN) dưới thời Trajan, sau đó người Parthia giành lại quyền kiểm soát.
Satrap Babylon được sáp nhập vào vùng Asōristān (có nghĩa là xứ Assyria trong tiếng Ba Tư) thuộc Đế quốc Sasanian vào năm 226 CN, và đến thời điểm này, Kitô giáo Đông Syria (khởi nguồn ở Assyria và Thượng Lưỡng Hà) đã trở thành tôn giáo chính trong cộng đồng người Assyria-Babylon bản địa. Nhóm người này chưa bao giờ dung nhập Hỏa giáo hay tôn giáo Hy Lạp và ngôn ngữ của những kẻ cai trị.
Ngoại trừ các thành bang Tân Assyria nhỏ độc lập từ thế kỷ 2 TCN đến thế kỉ 3 CN: Adiabene, Osroene, Assur, Beth Garmai, Beth Nuhadra và Hatra ở phía bắc, Lưỡng Hà bị Ba Tư đô hộ cho đến cuộc xâm lược Ba Tư của người Hồi giáo Ả Rập trong thế kỷ 7 CN. Asōristān bị giải thể năm 637 CN; dân cư nói tiếng Đông Aram và phần lớn theo Kitô giáo ở miền Nam và Trung Lưỡng Hà (với ngoại lệ Mandea) dần dần bị Ả Rập hóa và Hồi giáo hóa; ngược lại, vùng Bắc Lưỡng Hà vẫn duy trì truyền thống Assyria cho đến tận ngày nay.

## Văn hóa xã hội

### Tôn giáo

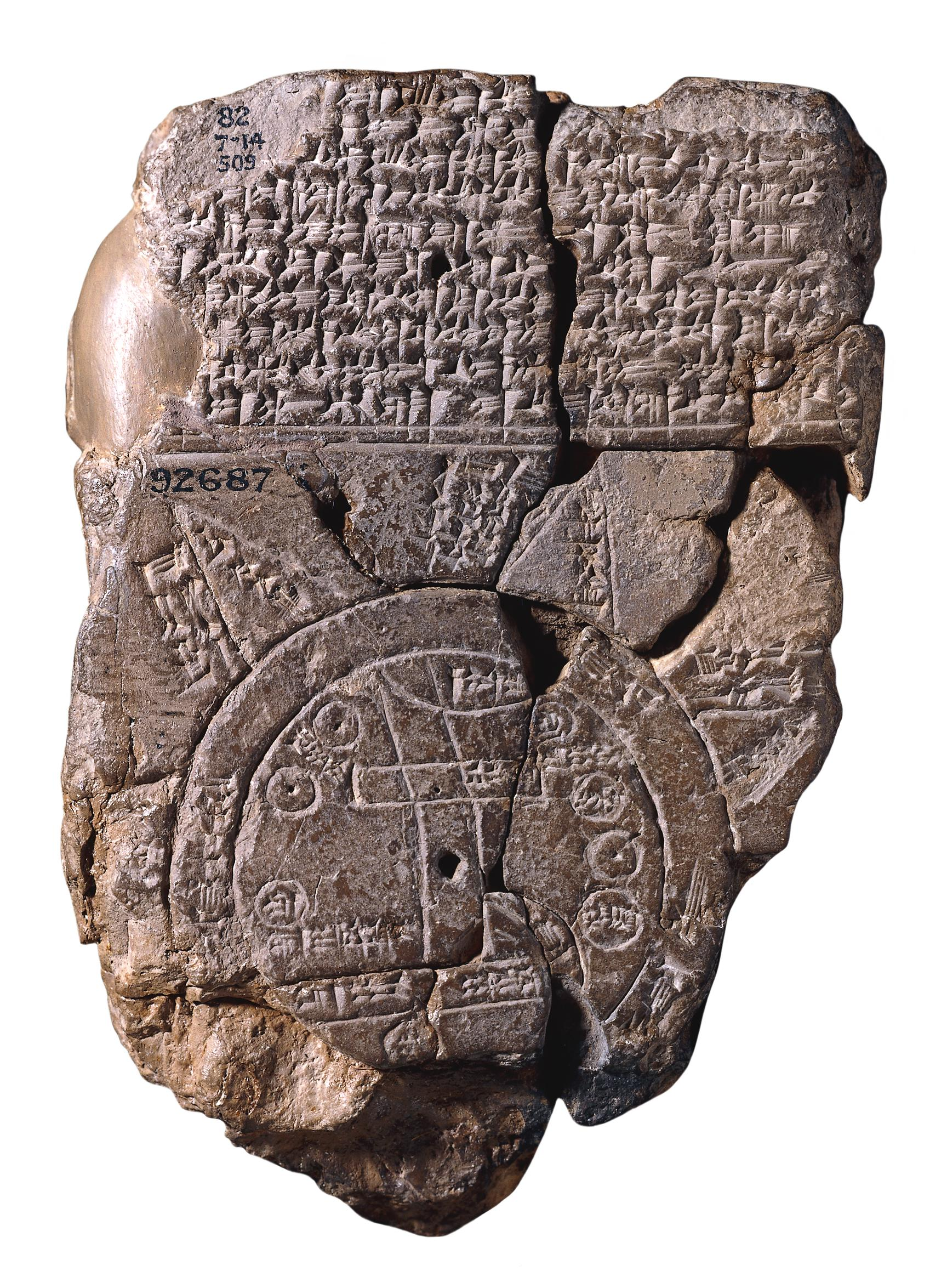
Phiến đất sét chứa "bản đồ thế giới" thế kỷ thứ 6 TCN của Babylon, với trung tâm là Babylon. Bảo tàng Anh.

Babylon, giống như phần còn lại của Lưỡng Hà cổ đại, theo tôn giáo Lưỡng Hà cổ đại, trong đó các vị thần có hệ thống cấp bậc và triều đại, các vị thần địa phương đóng vai trò là vị thần bảo trợ cho mỗi thành phố cụ thể. Marduk là vị thần bảo trợ của thành Babylon kể từ thời vua Hammurabi (thế kỷ 18 TCN) của Triều đại Babylon thứ nhất. Trong thần thoại Lưỡng Hà, Marduk là một vị thần sáng tạo. Sử thi sáng thế của Babylon Enuma Elish kể về việc thế giới được tạo thành như thế nào và quá trình Marduk trở thành vị thần tối cao. Mặc dù tín ngưỡng Marduk của người Babylon không phủ nhận sự tồn tại của các vị thần khác trong hệ thống thần Lưỡng Hà, nhưng nhiều khi nó cũng được xem như tôn giáo độc thần. Lịch sử thờ cúng Marduk gắn bó mật thiết với lịch sử của Babylon và khi quyền lực của Babylon tăng lên, vị trí của Marduk cũng được nâng cao so với các vị thần Lưỡng Hà khác. Vào cuối thiên niên kỷ thứ hai TCN, đôi khi Marduk chỉ được nhắc đến như là Bêl, có nghĩa là "chúa tể". Bức tượng Marduk được xem là hiện thân của Marduk nằm trong ngôi đền chính Esagila của Babylon, được sử dụng trong các nghi lễ quan trọng của thành phố.
Những ngôi đền ở miền nam Lưỡng Hà đóng vai trò là trung tâm tôn giáo và kinh tế của mỗi thành phố. Chúng có mặt ở tất cả các thành phố lớn, và góp phần kích thích tăng trưởng thương mại và dân số.

### Công lý

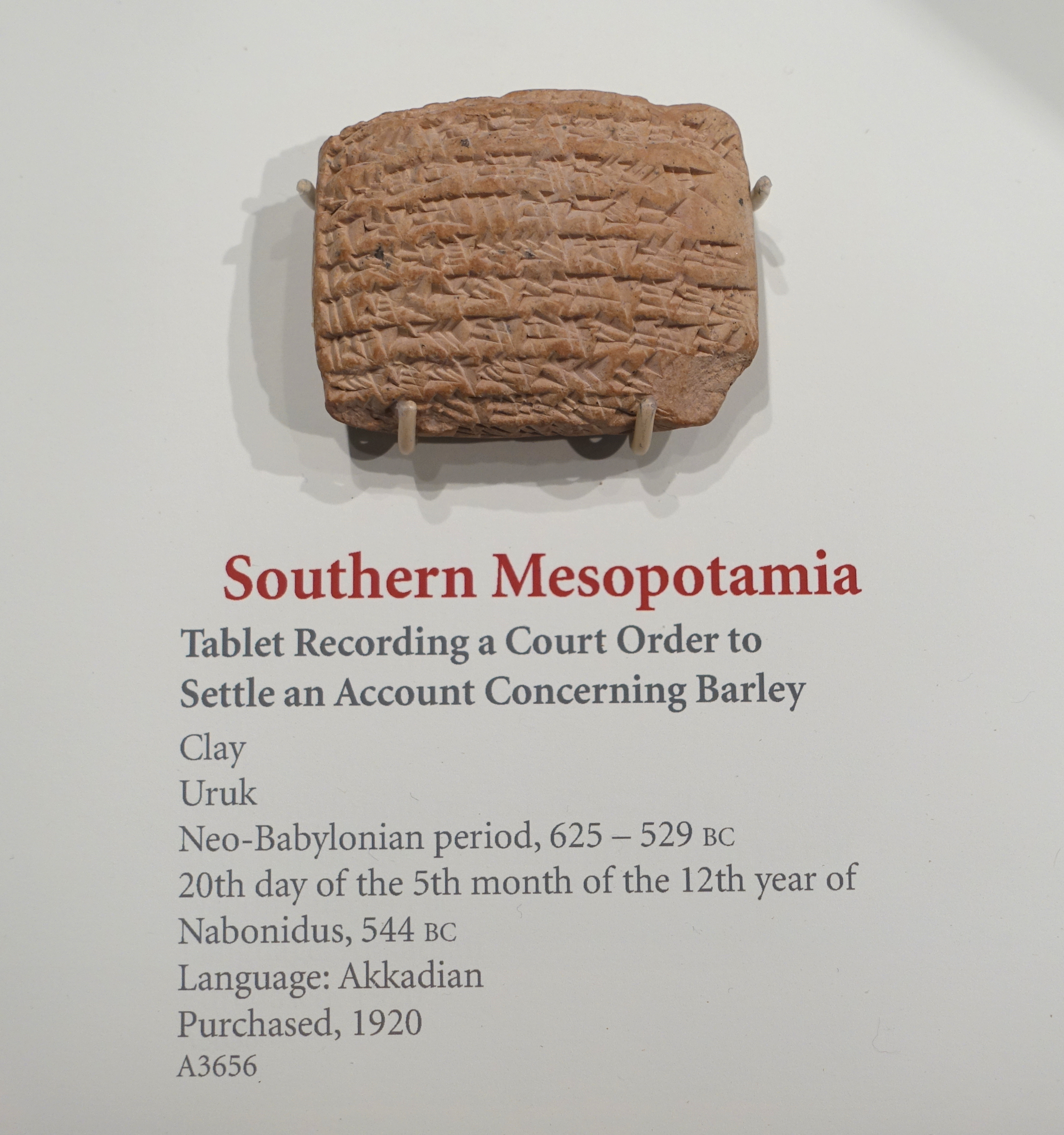
Phiến đất sét liên quan đến tranh chấp pháp lý về lúa mạch, từ Uruk và có niên đại từ thời Nabonidus (544 TCN). Triển lãm tại Viện Đông Phương học của Đại học Chicago.

Các nguồn còn sót lại cho thấy hệ thống pháp lý của Đế chế Tân Babylon không thay đổi nhiều so với thời Đế chế Cổ Babylon từ một ngàn năm trước. Trên khắp Babylonia, có các hội đồng địa phương (được gọi là puhru) của các bô lão và những người đáng kính khác trong xã hội, hoạt động như là tòa án công lý địa phương (ở bên trên còn có "hoàng gia" và "đền thờ" với các đặc quyền pháp lý lớn hơn). Tại các tòa án này, thẩm phán sẽ được hỗ trợ bởi các kinh sư và một số tòa án địa phương được chủ quản bởi các đại diện hoàng gia, thường có tước hiệu là sartennu hoặc šukallu.
Phần lớn các nguồn còn sót lại liên quan đến hệ thống pháp lý Tân Babylon là các phiến đất sét ghi chép lại thư từ và các vụ kiện tụng. Những phiến đất sét này ghi lại các tranh chấp pháp lý và tội phạm khác nhau, chẳng hạn như tham ô, tranh chấp tài sản, trộm cắp, các vấn đề gia đình, nợ nần, thừa kế và thường cung cấp cái nhìn sâu sắc về cuộc sống hàng ngày ở Đế quốc Tân Babylon. Hình phạt cho các loại tội phạm và tranh chấp này phần lớn là phạt tiền: bên có tội phải trả một số lượng bạc cụ thể như một khoản bồi thường. Những tội như ngoại tình hay phỉ báng hoàng gia là tội tử hình, nhưng có rất ít bằng chứng còn tồn tại cho thấy án tử hình thực sự được thực hiện.

### Nô lệ
Như trong hầu hết các đế chế cổ đại, nô lệ được chấp nhận tại xã hội Tân Babylon. Nô lệ ở Đế quốc Tân Babylon là tài sản quý giá, thường được bán với mức giá bằng nhiều năm thu nhập của một người làm công. Nô lệ thường được đem tới từ những vùng đất bên ngoài Babylonia thông qua buôn bán nô lệ hoặc là tù nhân chiến tranh. Nữ nô lệ thường được coi như một phần của hồi môn được dành cho con gái đi lấy chồng để giúp việc nhà hoặc làm vú em. Bởi vì nô lệ rất đắt nên nhiều chủ nô Tân Babylon đã cho nô lệ học nghề để nâng cao giá trị hoặc cho người khác thuê lại. Đôi khi có những nô lệ có năng khiếu buôn bán sẽ được cho đi làm buôn bán hoặc quản lý việc kinh doanh của gia đình. Các gia đình nô lệ thường được bán cùng nhau, trẻ em chỉ được tách khỏi cha mẹ khi đến tuổi trưởng thành (hoặc tuổi lao động).
Mặc dù nô lệ có thể phải chịu đựng điều kiện sống khắc nghiệt và bị đối xử tệ bạc, nhưng nó không đến mức tàn bạo như chế độ nô lệ ở Đế chế La Mã hay ở các thời sau này. Mặc dù thỉnh thoảng có đề cập đến việc nô lệ bỏ trốn, nhưng không có ghi chép nào về các cuộc khởi nghĩa nô lệ trong Đế chế Tân Babylon. Nô lệ được nhắc đến trong nông nghiệp và trồng trọt thường không phải là lao động cưỡng bức. Vì việc canh tác đòi hỏi sự cần cù chăm sóc, nô lệ tại các trang trại thường được ký khế ước và làm việc tự chủ, điều này giúp cho nô lệ quan tâm nhiều hơn đến kết quả lao động. Một số nô lệ đóng vai trò như là người thay mặt hoặc hầu cận của chủ nhân. Nô lệ cũng được phép trả một khoản phí gọi là mandattu cho chủ nô để làm việc và sống độc lập, về cơ bản là "thuê" chính mình từ chủ nô. Có những ghi chép về việc nô lệ trả tiền mandattu cho chính mình và vợ để sống tự do. Tuy nhiên, không có ghi chép nào về việc nô lệ có thể tự chuộc thân hoàn toàn, nô lệ Babylon chỉ có thể được giải phóng bởi chính chủ nhân của họ.

## Kinh tế
Sau khi đế chế Tân Babylon phục khởi, lần đầu tiên kể từ khi thời Assyria đô hộ, Babylonia trở thành "thiên triều" được hưởng cống nạp chứ không phải là nước đi cống nạp. Sự đảo ngược này, kết hợp với các dự án xây dựng và dòng di cư của các dân tộc bị khuất phục, đã kích thích tăng trưởng cả dân số và kinh tế trong khu vực.
Mặc dù đất đai ở Lưỡng Hà rất màu mỡ, nhưng lượng mưa trung bình trong khu vực không đủ để duy trì canh tác thường xuyên. Vì vậy, hệ thống kênh, đập và đê điều quy mô lớn phức tạp ra đười để lấy nước từ hai con sông lớn là Euphrates và Tigris và phòng chống lũ lụt. Hệ thống này đòi hỏi phải bảo trì và giám sát liên tục. Đào kênh be bờ được coi là một nhiệm vụ của hoàng gia và các ngôi đền chịu trách nhiệm cung ứng nguồn nhân và vật lực cần thiết để xây dựng và duy trì cơ sở hạ tầng.

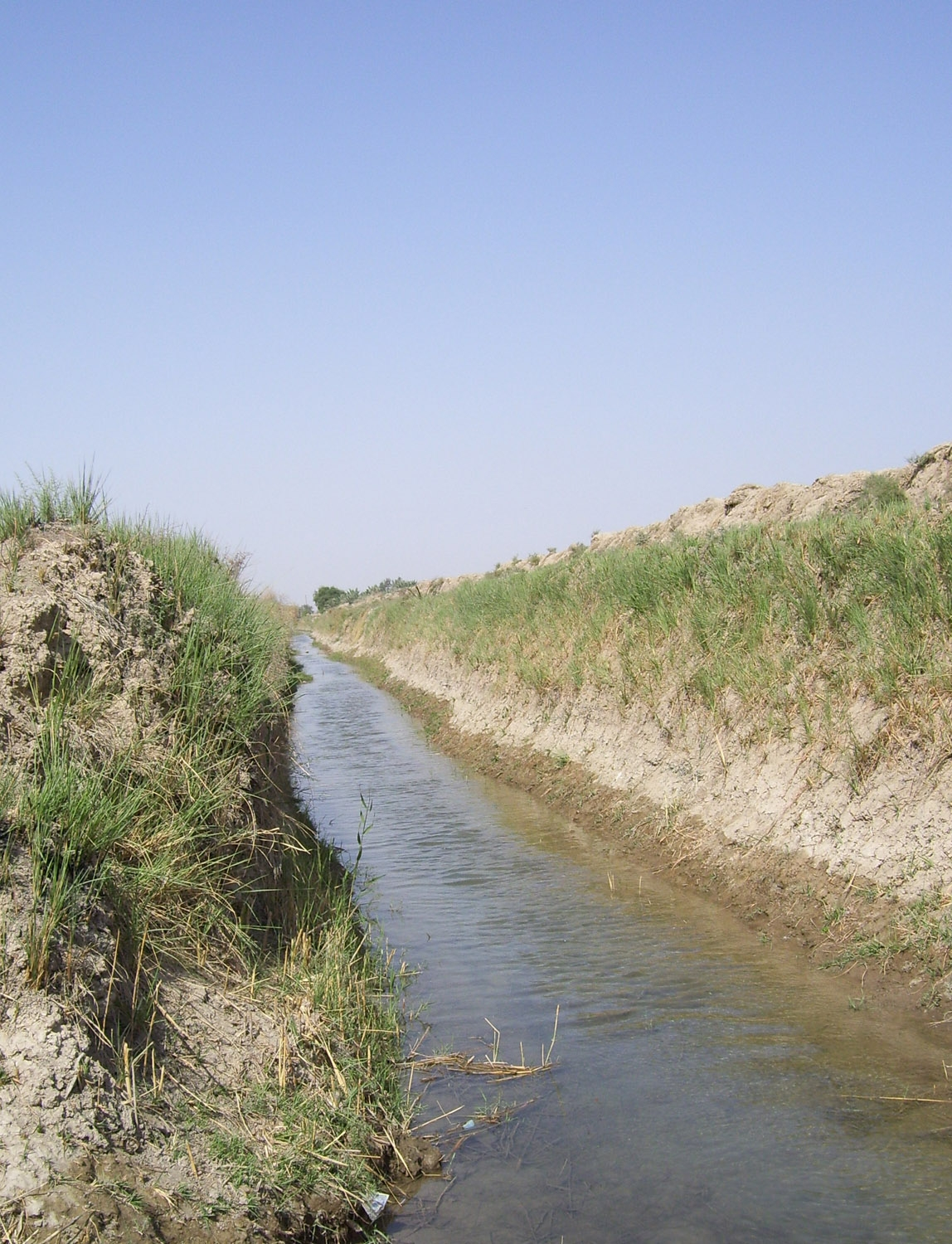
Kênh tưới tiêu ở Iraq thời hiện đại, gần Baghdad.

Những ghi chép chi tiết nhất về kinh tế ở thời Tân Babylon là từ những ngôi đền này. Người canh tác trong các lãnh địa của đền thờ hầu hết là nông nô phụ thuộc đền thờ (širāku). Về sau, để tăng năng suất, các đền thờ bắt đầu thuê "nông dân địa tô". Những người này được giao một phần hoặc toàn bộ ruộng đất của đền thờ, bao gồm cả nông nô và tư liệu sản xuất, đổi lại họ sẽ nộp lại tô và một lượng sản phẩm cố định cho đền. Nông dân địa tô phải chịu trách nhiệm hoàn toàn nếu không nộp đủ hạn ngạch, có nhiều ghi chép cho thấy nông dân địa tô bỏ ruộng hoặc đôi khi phải gán nợ tài sản để bồi thường cho đền thờ.
Chăn nuôi được áp dụng trên khắp Lưỡng Hà nhưng phổ biến nhất là ở miền Nam. Ở Uruk, chăn nuôi là nguồn thu nhập chính. Những người chăn cừu có thể là nông nô của đền thờ hoặc là người làm thuê tự do được giao cho đàn cừu hoặc dê. Tương tự như nông dân địa tô, những người chăn cừu này cũng cấn nộp một lượng cừu nhất định cho đền để hiến tế và lấy len hay da. Các sản phẩm từ sữa không phổ biến vì phần lớn thời gian trong năm, súc vật không ở cố định một chỗ mà được chăn thả du mục khắp nơi. Bò không có nhiều ở Lưỡng Hà do thức ăn khan hiếm trong mùa hè, chủ yếu được sử dụng để lấy sức kéo. Những vùng đầm lầy không thích hợp để canh tác thì chủ yếu là săn bắn chim và cá.
Hình thức hợp tác kinh doanh phổ biến nhất được ghi lại là harrānu, gồm một đối tác ra vốn và một đối tác vai vế thấp hơn thực hiện công việc (sử dụng vốn được cung cấp để làm tất cả công việc). Lợi nhuận được chia đều giữa hai đối tác. Điều này cho phép người có tiền có thể tài trợ cho người có khả năng nhưng không có nguồn lực (ví dụ như những người con trai thứ không được thừa kế nhiều tiền như con trai đầu). Những ghi chép cho thấy một số đối tác vế dưới đã điều hành hoạt động kinh doanh hiệu quả và cuối cùng trở thành đối tác vế trên trong các thỏa thuận harrānu mới.
Thời kỳ Tân Babylon đã chứng kiến sự gia tăng dân số rõ rệt ở Babylonia, với số lượng các khu định cư đã biết tăng từ 134 thời trước đó đến 182 thời Tân Babylonia và tăng cả quy mô trung bình. Thời kỳ Tân Babylon này cũng diễn ra sự đô thị hóa mạnh mẽ, đảo ngược xu hướng nông thôn hóa ở miền nam Lưỡng Hà kể từ sau khi Đế chế Babylon cổ sụp đổ.

## Chính phủ và quân đội

### Quản lí hành chính

Biên giới ước đoán của Đế quốc Tân Babylon (màu đỏ) và các quốc gia lân cận vào thế kỷ thứ 6 TCN.

Đứng đầu Đế chế Tân Babylon là vua (šar), được thần dân tuyên thệ lòng trung thành (được gọi là ade), một truyền thống kế thừa từ Đế chế Tân Assyria. Các vị vua Tân Babylon sử dụng các danh hiệu Vua Babylon và Vua của Sumer và Akkad. Họ bãi bỏ nhiều danh hiệu phù phiếm thời Tân Assyrian như là Vua của toàn vũ trụ (mặc dù một số lại được sử dụng dưới thời Nabonidus), có thể vì người Babylon căm ghét hình ảnh hiếu chiến và nghịch đạo của người Assyria, còn các vị vua Tân Babylon muốn tỏ ra là những vị vua sùng đạo.
Nhà vua cũng là người chủ sở hữu đất đai lớn nhất trong đế chế, với nhiều vùng đất rộng lớn nằm dưới sự kiểm soát trực tiếp của hoàng gia trên khắp Babylonia. Ngoài ra còn có các lãnh địa lớn thuộc về các thành viên khác của hoàng gia (ví dụ, có bản khắc đề cập đến một "tư dinh của thái tử" phân biệt với "cung điện của nhà vua") và các quan chức cấp cao khác (như quan coi quốc khố).
Vì thiếu tư liệu nên có nhiều điều chưa rõ về cơ cấu hành chính và chính phủ của Đế quốc Tân Babylon. Mặc dù Đế quốc Tân Babylon đã thay thế vị trí của Đế chế Tân Assyria, nhưng chưa thể xác định được phần lãnh thổ mà Babylon được thừa hưởng. Sau khi Nineveh thất thủ vào năm 612 TCN, lãnh thổ của Đế quốc Tân Assyria bị Babylon và Media chia cắt, bên Media được chia vùng núi phía bắc Wapros còn Babylon chiếm Xuyên Lưỡng Hà (các nước phía tây Euphrates) và Levant, nhưng biên giới chính xác giữa hai đế chế và việc phân chia vùng trung tâm Assyria vẫn chưa được biết nhiều. Bản thân Babylonia, trung tâm của Đế chế Tân Babylon, được chia thành các tỉnh và bộ lạc với các mức độ tự trị khác nhau. Cấu trúc hành chính ở bên ngoài vùng trung tâm vẫn chưa rõ.
Từ những bản khắc trên các công trình xây dựng, có thể thấy một số phần của vùng trung tâm Tân Assyrian cũ nằm dưới sự kiểm soát của Babylon. Bản khắc trên một tòa nhà của Nebuchadnezzar II đề cập đến những người thợ phục dựng Etemenanki ở Babylon được ca tụng bởi "toàn bộ xứ Akkad và Assyria, các vị vua Eber-Nāri, các tổng trấn Hatti, từ Thượng Hải đến Hạ Hải". Các tài liệu từ thời Neriglissar xác nhận sự tồn tại của một tổng trấn người Babylon ở thành Assur, có nghĩa là nó thuộc lãnh thổ của đế chế. Không có bằng chứng cho thấy kinh đô cũ Nineveh của Assyria nằm trong Đế chế Tân Babylon. Việc Syria nằm dưới sự cai trị trực tiếp được thể hiện trong bản khắc trên tòa nhà của Nebuchadnezzar ("tổng trấn Hatti" - Hatti để chỉ thành bang Syro-Hitti trong khu vực) và các bản khắc khác đề cập đến một tổng trấn ở thành Arpad.
Mặc dù một số học giả cho rằng hệ thống tỉnh của Assyria sụp đổ cùng với Đế chế Tân Assyria và Đế chế Tân Babylon chỉ đơn giản là một vùng ảnh hưởng mà vua Babylon nhận được triều cống, nhưng cũng có khả năng Đế chế Tân Babylon giữ lại hệ thống tỉnh cũ. Vùng trung tâm Assyria cũ có lẽ được phân chia giữa người Babylon và người Media, người Babylon sát nhập miền nam vào đế chế còn người Media lấy miền bắc. Có thể là mức độ kiểm soát thực tế của Babylon ở mỗi vùng lãnh thổ này không giống nhau. Sau sự sụp đổ của Assyria, nhiều thành quốc ven biển ở Levant giành độc lập, nhưng làm chư hầu của Babylon (chứ không phải là các tỉnh hợp nhất).

### Quân đội

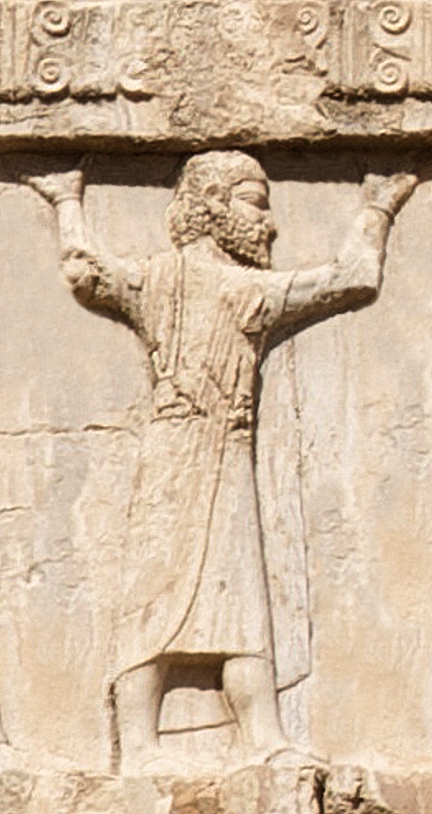
Hình ảnh binh sĩ Babylon điêu khắc trên lăng mộ Xerxes I của Achaemenes, c. 480 TCN.

Đối với các vị vua Tân Babylon, chiến tranh là một phương tiện để thu cống nạp, cướp bóc (đặc biệt là các vật liệu hiếm như kim loại và gỗ) và tù binh để dùng làm nô lệ. Giống như người Assyria, các vị vua Tân Babylon cũng kiểm soát dân chúng bằng biện pháp lưu đày. Người Assyria đã tái phân bổ dân cư trên khắp đế chế rộng lớn của họ, nhưng cách thức này đến thời các vị vua Babylon bị hạn chế hơn, chỉ được sử dụng để thành lập các khu dân cư mới ở chính Babylonia. Mặc dù các bản khắc hoàng gia thời Tân Babylon không nói về các hành động hủy diệt và trục xuất huênh hoang như thời Tân Assyria, nó không có nghĩa là người Babylon không thực hiện hoặc thực hiện ít tàn bạo hơn người Assyria. Chẳng hạn, có bằng chứng cho thấy thành phố Ashkelon đã bị Nebuchadnezzar II phá hủy vào năm 604 TCN.
Quân đội của Đế quốc Tân Babylon huy động từ tất cả đơn vị hành chính - các thành phố của Babylonia, các tỉnh ở Syria và Assyria, các liên minh bộ lạc thần phục Babylon và các thành quốc chư hầu ở Levant. Các nguồn chi tiết nhất còn lại từ thời Tân Babylon có đề cập đến quân đội là từ các ngôi đền, nơi cung cấp một phần dân cư phụ thuộc đền thờ (được gọi là širāku) để nhập ngũ trong thời chiến. Những người này chủ yếu là nông dân (ikkaru) nhưng một số người cũng là mục đồng, thợ làm vườn và thợ thủ công. Phần lớn quân sĩ lấy từ các đền thờ phục vụ trong quân đội ở vị trí cung thủ, được trang bị bởi đền thờ. Kỵ binh và chiến xa cũng do đền thờ cung cấp, nhưng ít được nhắc đến trong các bản khắc.
Công dân của các thành phố ở Babylonia có nghĩa vụ tham gia quân ngũ bắt buộc, thường là phục vụ ở vị trí cung thủ. Lực lượng dân quân này, giống lực lượng cung thủ từ đền thờ, được phân chia và tổ chức theo nghề nghiệp. Công dân tđi lính được trả lương bằng bạc, có thể ở mức 1 mina mỗi năm. Quân đội Tân Babylon cũng có thể đã bắt người từ các bộ lạc sung quân và thuê cả lính đánh thuê chuyên nghiệp (lính đánh thuê Hy Lạp trong quân đội của Nebuchadnezzar II được nhắc đến trong một bài thơ). Binh sĩ tham gia các chiến dịch (có thể kéo dài từ ba tháng đến cả năm) được cấp theo khẩu phần (bao gồm lúa mạch và cừu), trả lương bằng bạc, muối, dầu và bình nước, và cũng được trang bị chăn, lều, bao tải, giày, áo chẽn và lừa hoặc ngựa.

## Nghệ thuật và kiến trúc

### Nghệ thuật

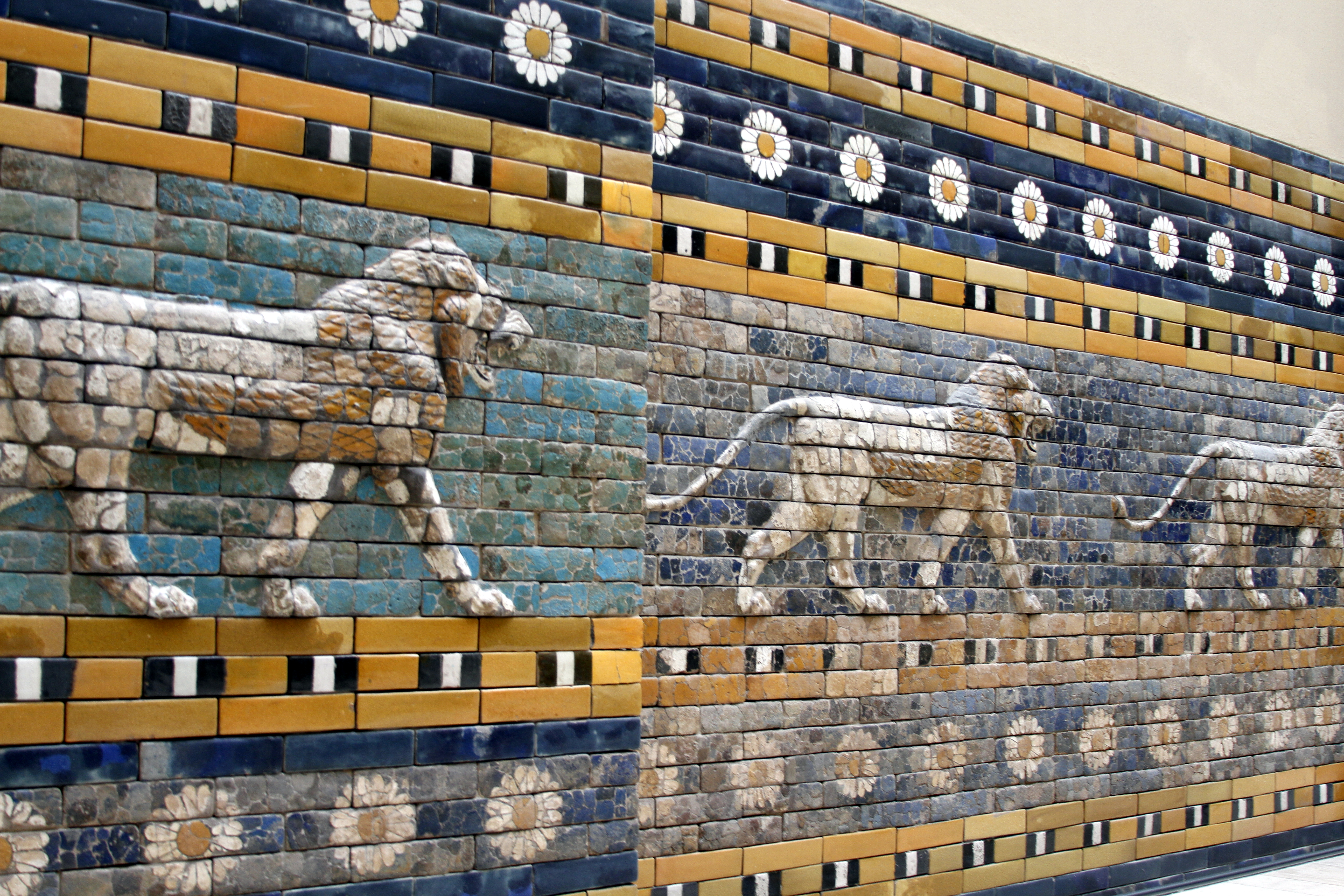
Hình ảnh sư tử trên Con đường diễu hành ở Babylon. Bảo tàng Pergamon ở Berlin.

Thời kỳ Tân Babylon tiếp tục xu hướng nghệ thuật của các thời kỳ trước, cụ thể là thời kỳ Tân Assyria. Các con dấu hình trụ thời này ít chi tiết hơn trước và cho thấy ảnh hưởng nhất định của Assyria trong các chủ đề được mô tả. Một trong những hình ảnh phổ biến nhất được miêu tả trên các con dấu là người anh hùng, đôi khi có cánh, chuẩn bị tấn công quái thú bằng kiếm cong. Những cảnh phổ biến khác bao gồm cảnh thanh tẩy cây thiêng hoặc sinh vật thần thoại. Các con dấu hình trụ ngày càng ít được sử dụng trong suốt thế kỷ Tân Babylon, cuối cùng bị thay thế hoàn toàn bởi các con dấu đóng dấu.

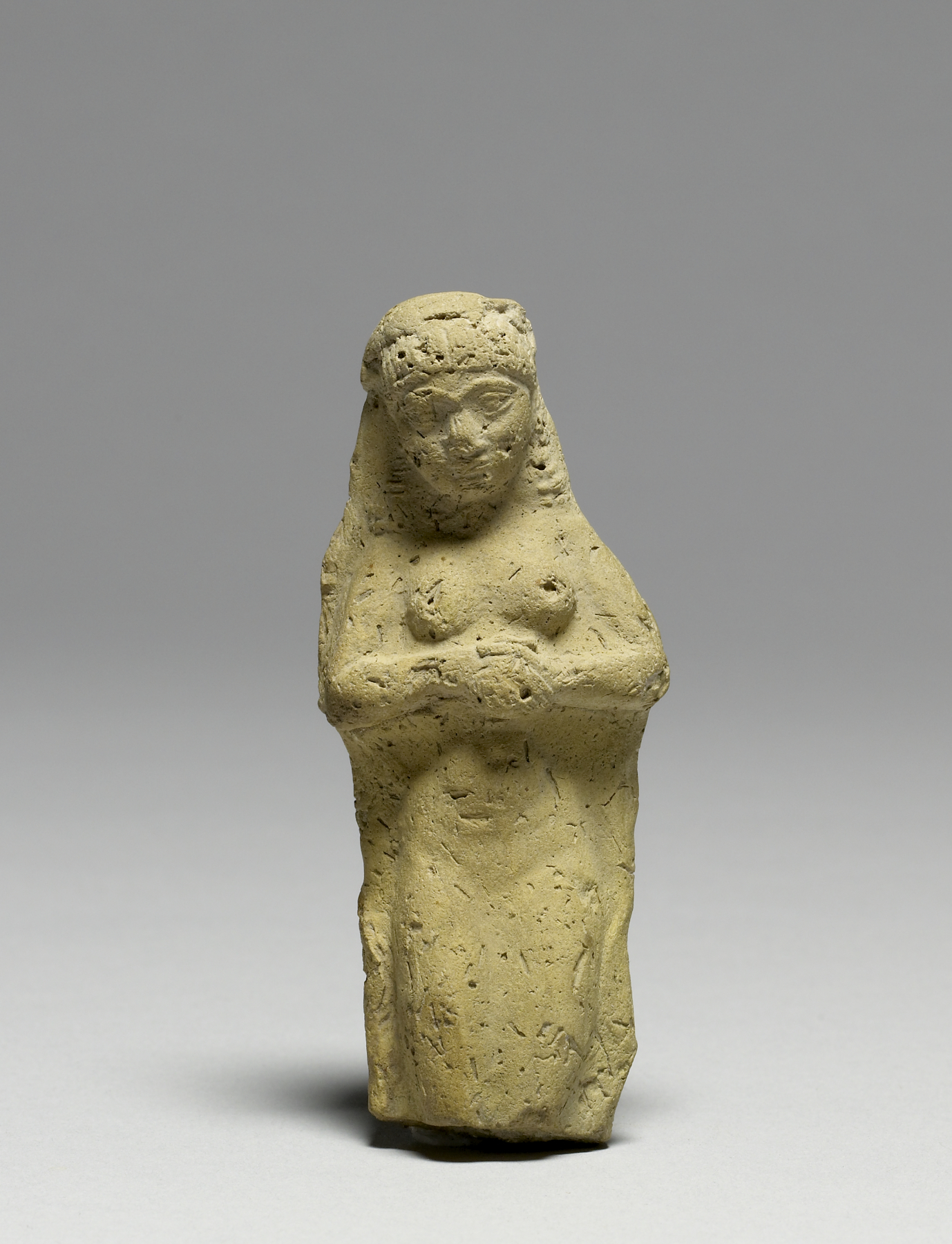
Bức tượng đất nung Tân Babylon mô tả một người phụ nữ khỏa thân. Bảo tàng Nghệ thuật Walters ở Baltimore.

Tượng và phù điêu đất nung được làm bằng khuôn rất phổ biến ở Đế chế Tân Babylon. Những bức tượng được tìm thấy thường thể hiện những con quỷ bảo hộ (như Pazuzu) hoặc các vị thần, nhưng cũng có cả kỵ sĩ, phụ nữ khỏa thân, thuyền, người vác bình và nhiều loại đồ đạc. Những bức tượng đất nung có thể là những linh vật được giữ trong nhà của mọi người để làm phép giữ nhà hoặc trang trí, nhưng cũng có thể là những đồ vật được dâng lên các vị thần trong đền thờ.
Kỹ thuật tráng men màu đã được cải tiến và hoàn thiện bởi các nghệ nhân Tân Babylon. Trong các bức phù điêu, chẳng hạn như ở trên Cổng Ishtar ở Babylon và dọc theo Đường diễu hành của thành phố (nơi diễn ra các cuộc diễu hành trong các lễ hội tôn giáo), những viên gạch được đúc thành nhiều hình dạng khác nhau và tráng men màu để trang trí. Hầu hết các họa tiết trang trí này bao gồm sư tử và hoa (biểu tượng của nữ thần Ishtar), mušḫuššu (một sinh vật thần thoại gắn với thần Marduk) và bò (gắn với thần Adad).

### Sự hồi sinh của truyền thống cổ
Sau khi Babylonia giành lại độc lập, các nhà cai trị Tân Babylon có ý thức sâu sắc về bề dày lịch sử của đế quốc và theo đuổi chính sách đề cao truyền thống, làm sống lại phần lớn văn hóa Sumer-Akkad cổ đại. Mặc dù Tiếng Aram đã trở thành ngôn ngữ phổ thông, tiếng Akkad vẫn được dùng làm ngôn ngữ hành chính và văn hóa.
Các tác phẩm nghệ thuật cổ đại từ thời hoàng kim của đế quốc Babylon cổ được sùng bái hết mức và bảo tồn cẩn thận. Ví dụ, khi một bức tượng của Sargon Đại đế được tìm thấy trong quá trình xây dựng, một ngôi đền đã được dựng lên để thờ cúng bức tượng. Có một câu chuyện về việc Nebuchadnezzar II trong khi dựng lại Đền Sippar, đã phải khai quật nhiều lần cho đến khi tìm thấy nền móng cũ từ thời Naram-Sin của Akkad để xây dựng lại ngôi đền cho đúng cách. Người Tân Babylon cũng hồi sinh tập tục Akkad cổ đại là bổ nhiệm một thiếu nữ hoàng tộc làm nữ tư tế của thần mặt trăng Sîn.

### Kiến trúc

#### Kiến trúc đền đài

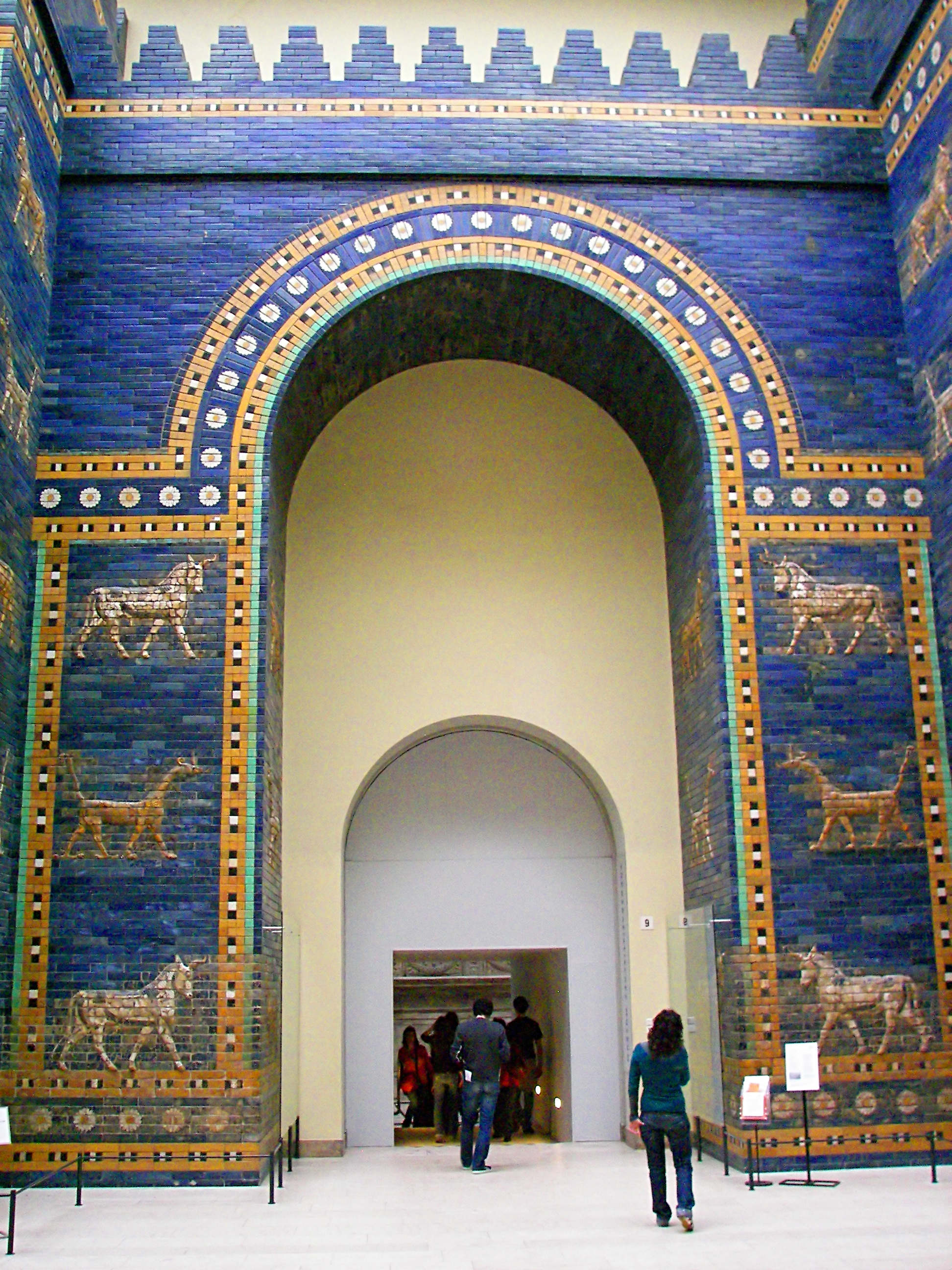
Cổng Ishtar, một trong tám cổng nội thành của Babylon, được xây dựng bởi vua Nebuchadnezzar II c. 575 TCN. Cổng được phục dựng và trưng bày tại Bảo tàng Pergamon ở Berlin.

Kiến trúc đền đài bao gồm các công trình như đền thờ, cung điện, ziggurat, tường thành, phố diễu hành, kênh mương và các công trình phòng thủ. Vai trò truyền thống của nhà vua Babylon là người xây dựng và phục chế, và các dự án xây dựng quy mô lớn như vậy đóng vai trò khẳng định tính chính danh cho các vị vua. Do công việc khai quật ban đầu thường hướng đến các đền đài đồ sộ ở trung tâm các thành phố lớn của Babylonia, các kiến thức khảo cổ về Đế quốc Tân Babylon thường xoay quanh những đối tượng này mà bỏ qua kết cấu của thành phố (như khu dân cư) và các định cư nhỏ hơn.
Mặc dù các bản khắc nhắc đến các cung điện hoàng gia tại một số thành phố trên khắp miền nam Lưỡng Hà, nhưng chúng chỉ được mới tìm thấy và khai quật tại chính Babylon. Cung điện phía Nam, nằm ở góc giao của tường thành phía bắc và Euphrates ở phía tây, được xây dựng dưới thời vua Nabopolassar và Nebuchadnezzar II và bao gồm năm cụm, mỗi cụm có một sân riêng. Trung tâm của các cụm là phòng ở và chính điện đặt ngai vàng, còn các cụm khác dành cho mục đích hành chính và lưu trữ. Cung điện tiếp giáp với Phố diễu hành ở phía đông và được phòng thủ cẩn mật ở phía tây (phía đối diện với Euphrates).

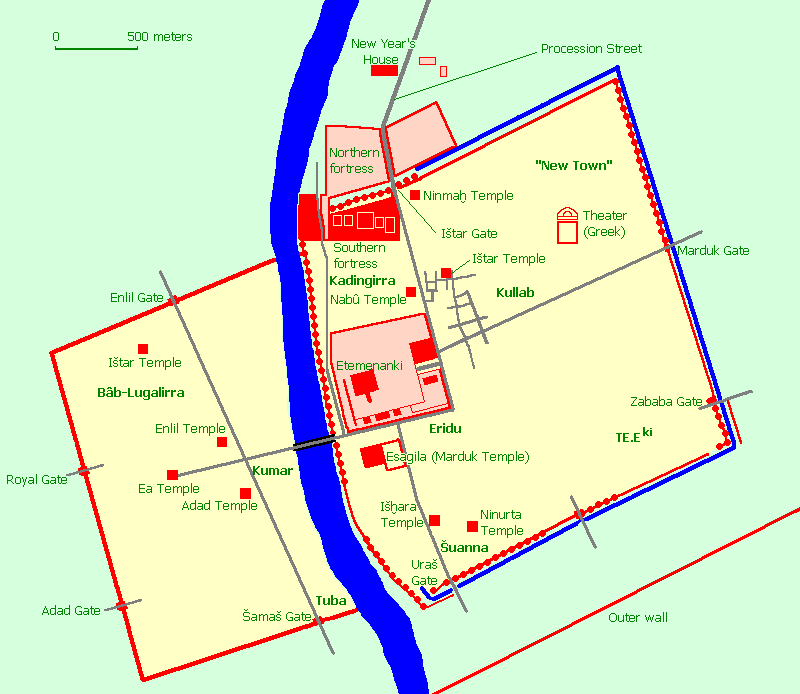
Sơ đồ thành phố của Babylon, cho thấy các địa điểm chính. Thành ngoại và Cung điện mùa hè phía bắc không được hiển thị.

Nebuchadnezzar II cũng đã xây dựng một cung điện thứ hai, Cung điện phía Bắc, ở phía bên kia của thành nội. Cung điện này cũng tiếp giáp với Phố diễu hành ở phía đông, nhưng do hư hại nhiều nên vẫn chưa rõ về kiến trúc của nó. Ngoài ra còn có một cung điện hoàng gia thứ ba trong thành phố, Cung điện mùa hè, được xây dựng ở góc cực bắc của thành ngoại (cũng được xây dựng bởi Nebuchadnezzar II). Các dinh thự phi hoàng gia, như tư dinh của một tổng trấn địa phương tại Ur, cũng có các đặc điểm thiết kế với Cung điện phía Nam của Babylon nhưng có kích thước nhỏ hơn đáng kể.

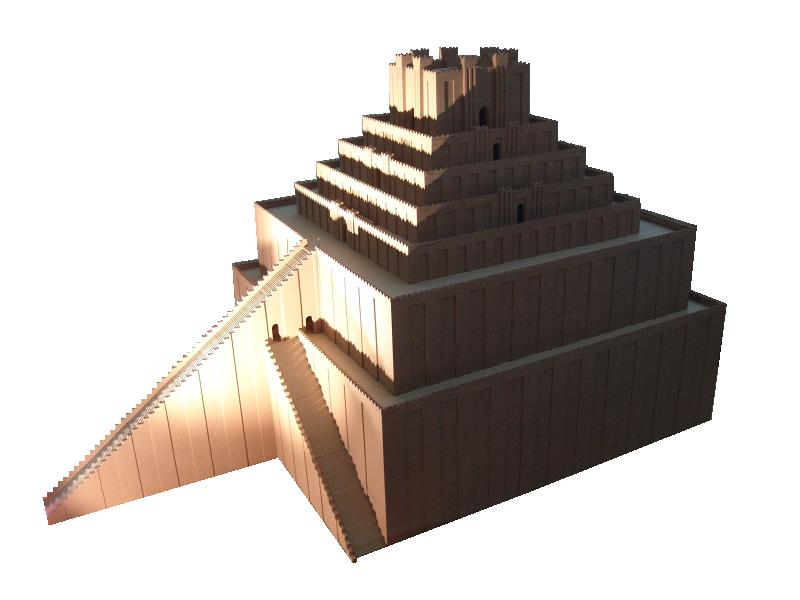
Tái hiện Etemenanki, Đại ziggurat của Babylon.

Các đền thờ Tân Babylon được các nhà khảo cổ chia thành hai loại; những ngôi đền độc lập nhỏ hơn nằm rải rác trong một thành phố (thường là trong các khu dân cư) và những ngôi đền chính lớn của thành phố, dành riêng cho vị thần bảo trợ và thường có tường bao riêng. Ở hầu hết các thành phố, ziggurat nằm trong quần thể đền thờ. Riêng ziggurat ở Babylon, được gọi là Etemenanki, có khu phức hợp riêng và các tường bao tách biệt với ngôi đền chính của thành phố, Esagila. Đền thờ Tân Babylon kết hợp chức năng của cả cung điện và nhà ở. Chúng có sân trung tâm, hoàn toàn khép kín ở tất cả các phía, với phòng chính dành riêng cho vị thần, thường được đặt ở phía nam, lối vào của ngôi đền nằm ở phía đối diện với phòng chính này. Một số ngôi đền, chẳng hạn như đền Ninurta ở Babylon, có một sân duy nhất, trong khi những ngôi đền khác, chẳng hạn như đền thờ Ishtar ở Babylon, có các sân khác nhỏ hơn ngoài sân chính.

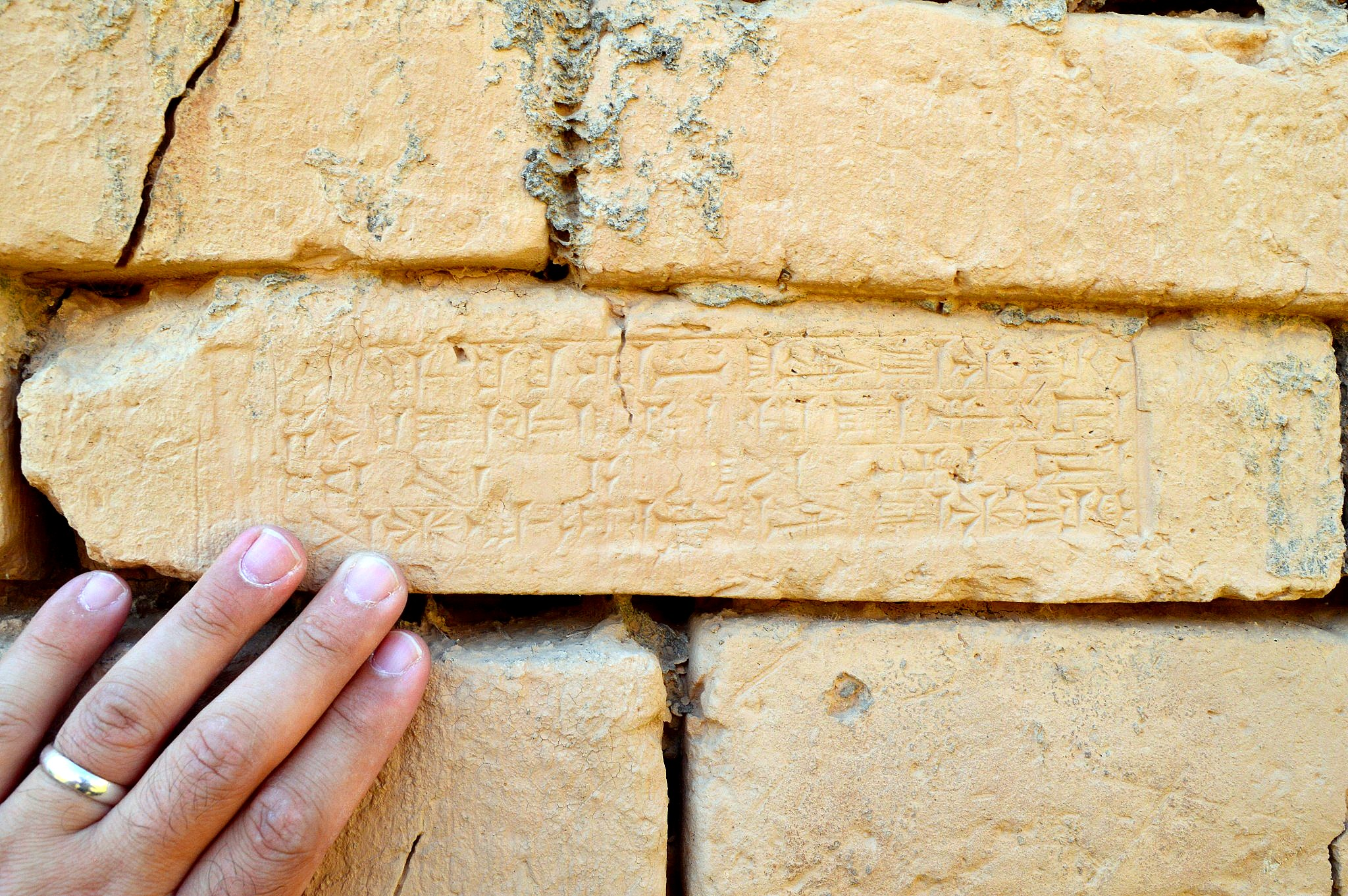
Gạch bùn trên Phố diễu hành của Babylon được khắc tên Nebuchadnezzar II.

Mặc dù có nhiều Đường diễu hành được mô tả trong các bản khắc từ thời Tân Babylon, nhưng chỉ mới khai quật được duy nhất Đường diễu hành chính của Babylon. Con đường này chạy dọc theo các bức tường phía đông của Cung điện phía Nam và ra khỏi Thành nội tại Cổng Ishtar, chạy qua Cung điện phía Bắc. Ở phía nam, con đường này đi qua Etemenanki, rẽ về phía tây và đi qua một cây cầu được xây dựng dưới triều đại của Nabopolassar hoặc Nebuchadnezzar II. Một số viên gạch của Phố diễu hành khắc tên của vua Tân Assyria Sennacherib ở mặt dưới, cho thấy việc xây dựng con đường đã bắt đầu từ thời của ông, nhưng mặt trên của các viên gạch đều khắc tên của Nebuchadnezzar II, cho thấy việc xây dựng đường phố được hoàn thành ở thời này.
Nebuchadnezzar II cũng đã xây dựng hai dải tường phòng thủ xuyên quốc gia. Hiện chỉ mới xác định được chính xác một dải tường tên Habl al-Shar trải dài từ Euphrates đến Tigris tại đoạn hai con sông gần nhau nhất, nằm ở phía bắc thành phố Sippar. Dải tường kia chưa được tìm thấy, nằm ở phía đông gần thành phố Kish. Nebuchadnezzar tập trung các dự án xây dựng phòng thủ của mình ở phía bắc Babylonia vì lo ngại khu vực này dễ bị tấn công nhất, và cũng xây dựng lại tường thành của các thành phố phía bắc như Kish, Borsippa và Babylon, còn của Ur và Uruk thì để như cũ.

#### Kiến trúc dân dụng
Những ngôi nhà dân điển hình thời Tân Babylon có kết cấu cụm phòng ở bao quanh một khoảng sân trung tâm không có mái che. Một số ngôi nhà lớn hơn có hai hoặc ba sân (chỉ trong những ngôi nhà đặc biệt lớn). Hầu hết các ngôi nhà theo hướng đông nam đến tây bắc, với khu vực sinh hoạt chính (phòng lớn nhất) nằm ở phía đông nam. Tường rào bên ngoài nhà không được trang trí, trống trơn và không có cửa sổ. Lối vào chính thường nằm ở cuối nhà, cách xa khu vực sinh hoạt chính. Nhà của những người có địa vị cao hơn thường đứng biệt lập, trong khi những ngôi nhà có địa vị thấp hơn có thể có chung tường rào với nhà hàng xóm.
Những ngôi nhà thời Tân Babylon được xây dựng chủ yếu bằng gạch bùn phơi khô. Chỉ có một số bộ phận, chẳng hạn gạch lát trong các phòng có nước và trong sân, mới sử dụng gạch nung, như loại dùng xây tường thành của Nebuchadnezzar. Mái nhà được làm từ gỗ phủ phên sậy, trên cùng phủ rơm khô.

## Di sản

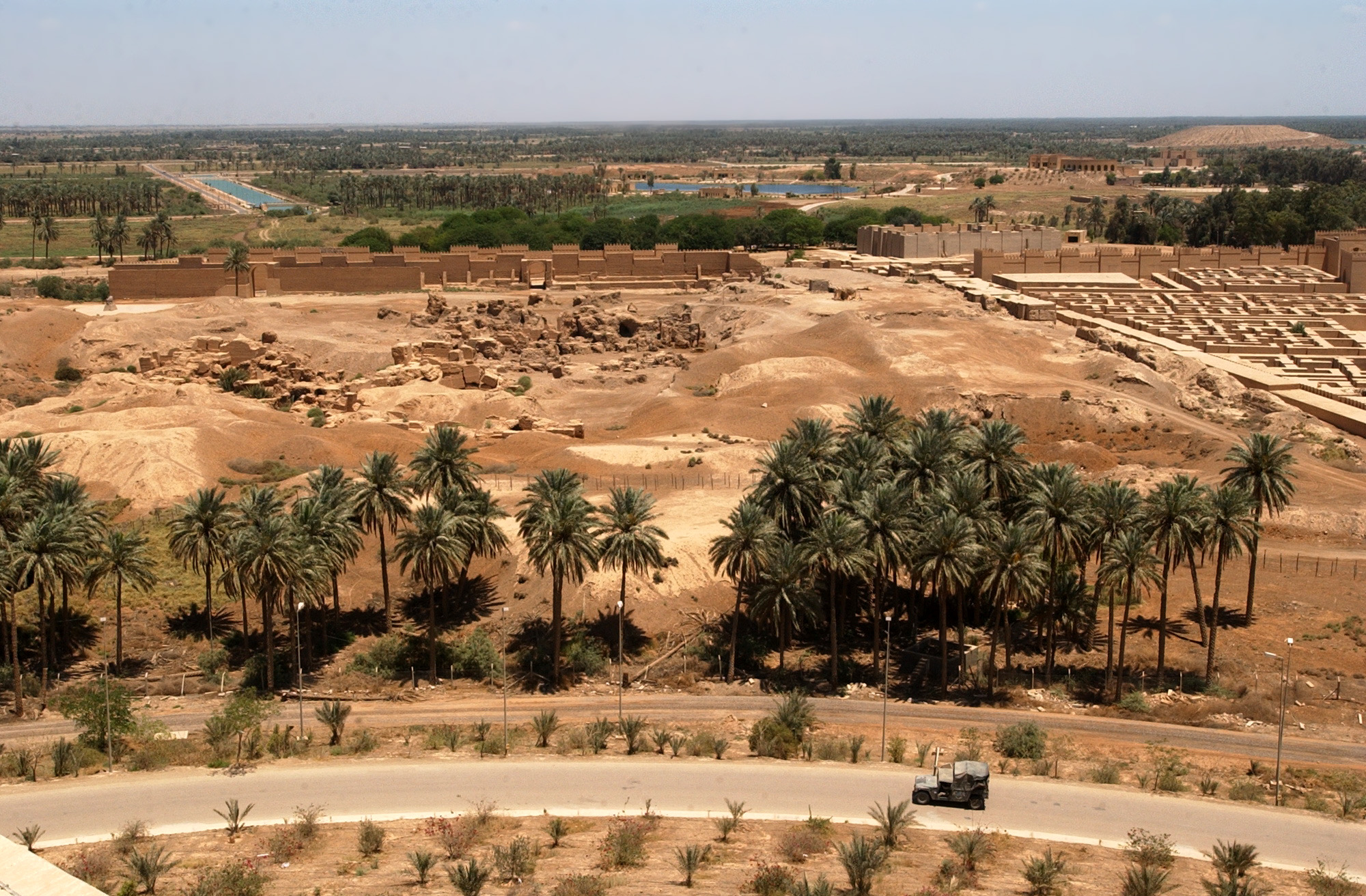
Quang cảnh một phần về tàn tích của Babylon ở Iraq thời hiện đại.

Trước các cuộc khai quật khảo cổ học hiện đại ở Lưỡng Hà, lịch sử chính trị, xã hội và hình thái của Babylon cổ đại phần lớn là một điều bí ẩn. Các nghệ sĩ phương Tây thường hình dung thành phố và đế quốc của nó như là sự kết hợp của các nền văn hóa cổ đại đã biết - điển hình là sự pha trộn của văn hóa Hy Lạp và Ai Cập cổ đại - với một số ảnh hưởng từ đế quốc Trung Đông đương thời, Đế chế Ottoman. Những minh họa thời đầu về thành phố khắc họa nó với hàng cột dài, đôi khi có tầng cao, hoàn toàn không giống với kiến trúc thực tế của các thành phố Lưỡng Hà cổ đại trong lịch sử, cùng với các bút tháp và nhân sư lấy cảm hứng từ Ai Cập, và những chóp nhọn và tháp rải rác ảnh hưởng từ Ottoman.
Thời nay Babylon có lẽ được biết đến nhiều nhất qua những lần nó được nhắc đến trong Kinh Thánh theo cả nghĩa đen (liên quan đến các sự kiện lịch sử) và nghĩa bóng (tượng trưng cho những thứ khác). Đế chế Tân Babylon xuất hiện trong một số lời tiên tri và trong các mô tả về sự phá hủy Jerusalem và bị cầm tù người Do Thái tại Babylon sau đó. Do đó, theo truyền thống Do Thái, Babylon tượng trưng cho bạo ngược và áp bức. Trong Kitô giáo, Babylon tượng trưng cho sự trần tục và xấu xa. Những lời tiên tri đôi khi gắn các vị vua của Babylon với Lucifer. Nebuchadnezzar II, đôi khi được hợp nhất với Nabonidus, là người cai trị được nhắc đến nhiều nhất trong những câu chuyện này.
Sách Khải Huyền trong Kinh Thánh Kitô giáo đề cập đến Babylon nhiều thế kỷ sau khi nó không còn là một trung tâm chính trị lớn. Thành phố được nhân cách hóa thành "Con điếm thành Babylon", cưỡi trên một con thú đỏ tươi với bảy đầu và mười sừng, và say sưa hút máu của những người công chính. Một số học giả về văn học khải huyền tin rằng cụm "Babylon" trong Tân Ước này là để ẩn dụ cho Đế chế La Mã.

## Dẫn nguồn
1. ↑  Goetze 1964, tr. 98.
2. 1 2  Da Riva 2013, tr. 72.
3. ↑  Black & Green 1992, tr. 168.
4. ↑  Sawyer & Clines 1983, tr. 41.
5. ↑  Zara 2008, tr. 4.
6. ↑  Dougherty 2008, tr. 1.
7. ↑  Hanish 2008, tr. 32.
8. ↑  Van De Mieroop 2005, tr. 3–16.
9. ↑  Bryce 2005, tr. 99.
10. ↑  Brinkman 1984, tr. 11.
11. ↑  Brinkman 1984, tr. 15.
12. ↑  Brinkman 1984, tr. 16.
13. ↑  Radner 2012.
14. ↑  Baker 2012, tr. 914.
15. ↑  Georges Roux, Ancient Iraq
16. 1 2 3 4  Chisholm 1911, tr. 105.
17. ↑  "World Wide Sechool". History of Phoenicia – Part IV. Bản gốc lưu trữ ngày 18 tháng 9 năm 2012. Truy cập ngày 9 tháng 1 năm 2007.
18. ↑  Chisholm 1911, tr. 105–106.
19. 1 2 3 4 5 6  Chisholm 1911, tr. 106.
20. 1 2  Mark 2016.
21. ↑  Leick 2009, tr. 348.
22. ↑  Dalley 1997, tr. 163.
23. 1 2  Wunsch 2012, tr. 45.
24. ↑  Oelsner, Wells & Wunsch 2003, tr. 918–920.
25. ↑  Roth 1995, tr. 143–149.
26. ↑  Oelsner, Wells & Wunsch 2003, tr. 961–967.
27. 1 2  Wunsch 2012, tr. 50.
28. ↑  Wunsch 2012, tr. 51.
29. ↑  Wunsch 2012, tr. 40.
30. ↑  Wunsch 2012, tr. 42.
31. 1 2 3  Wunsch 2012, tr. 43.
32. 1 2  MacGinnis 2010, tr. 157.
33. 1 2  Wunsch 2012, tr. 44.
34. ↑  Wunsch 2012, tr. 52.
35. ↑  Baker 2012, tr. 917.
36. ↑  Brinkman 1984, tr. 7.
37. ↑  Beaulieu 2003, tr. 1–9.
38. ↑  MacGinnis 2010, tr. 153.
39. ↑  MacGinnis 2010, tr. 154.
40. 1 2  MacGinnis 2010, tr. 156.
41. ↑  Beaulieu 2005, tr. 57–58.
42. ↑  Stager 1996, tr. 57–69, 76–77.
43. ↑  MacGinnis 2010, tr. 158.
44. ↑  MacGinnis 2010, tr. 159.
45. ↑  MacGinnis 2010, tr. 160.
46. ↑  André-Salvini 2008, tr. 222–223.
47. ↑  André-Salvini 2008, tr. 173.
48. ↑  André-Salvini 2008, tr. 218–220.
49. ↑  André-Salvini 2008, tr. 158–160.
50. ↑  André-Salvini 2008, tr. 200–206.
51. ↑  George 2007, tr. 60.
52. ↑  Jonker 1995, tr. 167–168.
53. ↑  Sack 2004, tr. 78–79.
54. ↑  Baker 2012, tr. 923.
55. ↑  Porter 1993, tr. 66.
56. ↑  Baker 2012, tr. 915.
57. 1 2 3  Baker 2012, tr. 924.
58. 1 2 3  Baker 2012, tr. 925.
59. 1 2 3  Baker 2012, tr. 926.
60. ↑  Liverani 2016, tr. 21–22.
61. ↑  Seymour 2006, tr. 91–101.
62. ↑  Tenney 1985, tr. 383.